# Pak’nSave

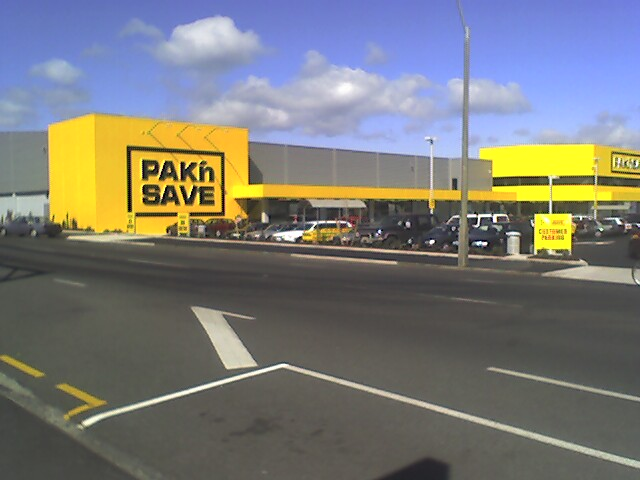
Супермаркет Pak’nSave в Нью-Плимуте.

Pak’nSave, PAK’nSAVE (рус. «Упаковывай и экономь») — новозеландская сеть дисконтных супермаркетов, принадлежащая группе компаний Foodstuffs.
Основанная в 1985 году, сеть Pak’nSave появилась последней среди пяти основных сетей супермаркетов Новой Зеландии (Countdown, Foodtown, New World, Pak’nSave, Woolworths). По состоянию на начало сентября 2013 года, сеть Pak’nSave объединяла 50 магазинов на территории Новой Зеландии.
Ключевой задачей сети Pak’nSave является обеспечение потребителей продуктами питания по низким ценам, что отражено в слогане компании: «Our Policy: NZ’s Lowest Food Prices» (рус. Наша политика: самые низкие цены на продукты в Новой Зеландии).
Супермаркеты торговой сети представляют собой достаточно большие здания, в которых используется минималистичный дизайн, часто без тщательной отделки интерьеров, с бетонными полами. Покупателям предлагается складывать покупки в собственные сумки или коробки, а пластиковые пакеты в большинстве магазинов являются платными. Во многих магазинах для удобства покупателей предлагаются наборы коробок разного размера.

## История
Первый супермаркет сети Pak’nSave появился в 1985 году, в Каитаиа, на Северном острове Новой Зеландии. Самый большой супермаркет Pak’nSave, открытый в 2004 году, расположен в торговом центре Lincoln North в Окленде. Кроме того, супермаркеты Pak’nSave открывались и в пригородах Окленда: в начале августа 2006 года в новом торговом комплексе Sylvia Park в Маунт-Веллингтоне, и 5 декабря 2006 года в Хавере. 19 марта 2013 года открылся супермаркет Pak’nSave в Бленеме; число магазинов Pak’nSave на Южном острове выросло до 10. Однако, покрытие территории Новой Зеландии сетью супермаркетов Pak’nSave всё ещё остаётся достаточно бессистемным — из 34 основных городских агломераций Новой Зеландии с населением свыше 10 000 жителей, супермаркетов Pak’nSave нет в десяти: Кеймбридже, Токороа, Фейлдинге, Левине, Греймуте, Рангиоре, Ашбертоне, Оамару, Куинстауне и в Горе.

## Операции
По состоянию на начало сентября 2013 года в сети Pak’nSave на территории Новой Зеландии действовало 50 супермаркетов. Супермаркеты Pak’nSave чаще всего располагаются в пригородах и за редким исключением открыты для посетителей до 10 часов вечера. В Пукекохе супермаркет закрывается в 9 вечера, а в Килбирни в 11 часов вечера.
Наименование торговой сети происходит от практики сбережения средств, требующей от покупателей самостоятельно упаковывать товары, в то время как кассиры просто подсчитывают сумму покупок. В супермаркетах Pak’nSave покупателям предоставляются картонные коробки, в которых товар был доставлен в магазин, а также пластиковые пакеты, которые в большинстве магазинов являются платными. Приветствуется использование покупателями собственных сумок.
Стеллажи и торговые ряды в супермаркетах Pak’nSave в отличие от других новозеландских супермаркетов расположены перпендикулярно линии касс. Продукция, не помещающаяся на стеллажи, размещается под стеллажами в той таре, в которой она была доставлена.
Кооперативный дистрибьютор Foodstuffs ежедневно осуществляет товарное снабжение супермаркетов. Супермаркеты Pak’nSave обычно закупают товары оптом, поэтому в них может быть представлен не такой широкий выбор продукции, как в комплексных супермаркетах. В 2009 году этот факт был отмечен журналом Consumer в отношении кормов для животных и разновидностей туалетной бумаги.

### Конкуренция
Основным конкурентом сети супермаркетов Pak’nSave является сеть Countdown, принадлежащая компании Progressive Enterprises. Pak’nSave также конкурирует с дружественной сетью комплексных супермаркетов New World.
Pak’nSave является одним из самых дешёвых супермаркетов в Новой Зеландии. В 2001 и 2002 годах журнал Consumer исследовал стоимость 140 товаров в различных супермаркетах. Цены на товары выписывались наблюдателями с ценников на полках (англ. shelf-price) в магазинах. Однако этот метод был признан не достоверным, поскольку некоторые супермаркеты могли лукавить, временно снижая «полочные» цены на период присутствия наблюдателей в магазине и в 2003 году от него отказались. С тех пор исследование проводится по потребительской корзине из 40 продуктов, которые закупаются наблюдателями инкогнито, а цены берутся из кассовых чеков.
В 2008 году журнал Consumer исследовал стоимость товаров частных торговых марок в супермаркетах и поставил Pak’nSave на четвёртое место со стоимостью корзины из 15 продуктов в $40,11, что превышало стоимость аналогичного набора товаров в супермаркетах Countdown, Woolworths и Foodtown на $1,54 — $2,78. Это во многом объяснялось тем, что разнообразия частных торговых марок Foodstuffs не хватало во многих категориях товаров, что приводило к использованию в исследовании более дорогих торговых марок, в результате чего цены на многие товары оказались выше цен на продукты торговых марок Progressive Enterprises. В 2009 году журнал Consumer в своём исследовании поставил Pak’nSave на первое место в списке супермаркетов Окленда. Потребительская корзина из 40 товаров в Pak’nSave стоила 115 долларов, на 17 долларов дешевле, чем в супермаркетах New World и на 21 доллар дешевле, чем в Countdown. Однако, Pak’nSave проигрывал свои конкурентам, когда речь шла об общем уровне цен на продукты частных торговых марок. В исследовании, проведённом в мае 2013 года, снова оценивалась потребительская корзина из 40 продуктов, включающая продукты питания, безалкогольные напитки и предметы личной гигиены. В этом исследовании не анализировались цены на мясо, фрукты и овощи ввиду сложности выборки товаров одного и того же качества в разных супермаркетах, а также алкоголь из-за различных условий его лицензирования и разнообразных дисконтных программ). Тем не менее, цены в сети Pak’nSave были признаны наиболее низкими в шести из семи исследуемых регионах (северном Окленде, юго-восточном Окленде, Тауранга, Нейпир — Хейстингс, Крайстчерч и Данидин). В Веллингтоне наименьшие цены для этой потребительской корзины предлагались в сети Countdown.

## Реклама
Pak’nSave в своей рекламной кампании на телевидении и в прессе использует образ стилизованного человечка, получившего имя «Стикмен» (англ. Stickman). Эта фигура изображается чёрным цветом на жёлтом фоне. Иногда цветовая схема становится инверсной, например, это происходило во время трансляции Чемпионата мира по регби 2011 и во время Летних Олимпийских игр 2012. Телевизионные ролики озвучивает комик Пол Эго.
В 2011 году реклама со Стикменом была одним из финалистов ежегодного конкурса рекламы Fair Go, но проиграла рекламе новозеландской лотерейной комиссии «Wilson the Dog».

## Программы лояльности

### Скидки на топливо
Сеть Pak’nSave предлагает скидки на топливо для покупателей, потративших определённую сумму во время покупок. В сети Pak’nSave предлагаются ваучеры для использования на автозаправочных станциях, расположенных на территории супермаркетов. В отличие от других супермаркетов Новой Зеландии, эти ваучеры действуют только на конкретных автозаправочных станциях, прикреплённых к определённому магазину Pak’nSave. В других супермаркетах подобные ваучеры действуют на любой автозаправочной станции, участвующей в дисконтной программе. В тех магазинах Pak’nSave, где нет автозаправки на территории торгового комплекса, могут быть предложены ваучеры для использования на ближайших заправочных станциях. За последние несколько лет конкуренция среди дисконтных программ, предлагающих скидки на топливо, выросла. К 2013 году стали встречаться предложения о скидке в размере 50 центов за литр для покупателей, потративших не менее $ 400 в магазине.